# Стампід-Коррал
Стампід Коррал (англ. Stampede Corral) — багатоцільовий спортивний комплекс, де проводяться змагання з хокею, тенісу та родео, розташований у Калгарі, провінція Альберта, Канада.

## Історія
Будівництво комплексу було завершено у 1950 році, «Стампід Коррал» мав замінити «Арену Вікторії» (англ. Victoria Arena), домашній майданчик хокейного клубу «Калгарі Стампідерс» (англ. Calgary Stampeders). Перша гра відбулася вже 26 грудня, «Калгарі Стампідерс» перемогли «Edmonton Flyers» з рахунком 5: 0 в матчі Старшої хокейної ліги Західної Канади (англ. Western Canada Senior Hockey League).
У 1972 році в Стампід-Коррал пройшов Чемпіонат світу з фігурного катання, а на XV Зимових Олімпійських іграх 1988 року матчі з хокею і заходи з фігурного катання. У Стампід-Корралі проходили тренування Збірна Канади з тенісу в Кубку Девіса. 
На арені проводяться щорічний ковбойський родео-фестиваль Калгарі Стампід і програми від ENMAX (Льодове шоу, Коррал шоу), під час яких проходить безліч виставок та заходів.